# تشارلز أ. ليفين
تشارلز أ. ليفين (بالإنجليزية: Charles A. Levine)‏ هو طيار ومصور سينمائي وشخصية أعمال أمريكي، ولد في 17 مارس 1897 في نورث آدمز في الولايات المتحدة، وتوفي في 6 ديسمبر 1991 في واشنطن العاصمة في الولايات المتحدة.

## وصلات خارجية
- تشارلز أ. ليفين على موقع IMDb (الإنجليزية)